# شمس المعارف (فلم)
شمس المعارف فيلم روائي كوميدي سعودي إنتاج عام 2020. عرض للمرة الأولى في 22 يوليو 2020 بمدينة جدة، تلاه عرض آخر في العاصمة السعودية الرياض، ثم العرض الجماهيري في صالات السينما السعودية في 31 يوليو 2020. كان من المقرر أن يفتتح الفيلم مهرجان البحر الأحمر السينمائي الدولي في مارس 2020، وتأجل عرضه تبعًا لإلغاء دورة المهرجان بسبب جائحة فيروس كورونا المستجد. 
يحكي الفيلم قصة شباب سعودي يغير الإنترنت حياتهم، بالتزامن مع ذروة صناعة المحتوى السعودي على الإنترنت. ويلقي الضوء على محطات صناعة المحتوى السعودي منذ التسعينات وحتى الفترة الراهنة. الفيلم من تمثيل صهيب قدس، وبراء عالم، وأحمد صدام، وإسماعيل الحسن، وإياد أيمن كيفي، وإنتاج صهيب قدس وإخراج فارس قدس.

## القصة
تدور أحداث فيلم «شمس المعارف» في عام 2010 م، حول حسام وهو طالب يشرف على التخرج من الثانوية، لكنه يقع في إغراء موجة صناعة المحتوى، في ذروة نشاط رواد اليوتيوب في السعودية، ما يدفعه إلى خوض مغامرة تتسبب في إهمال دراسته واستكشاف حلمه، حيث يجد الطالب الثانوي حسام نفسه مهتم بعالم إنتاج الفيديو والمحتوى، وينضم إليه صديقه المقرب معن، وعدوهما السابق إبراهيم، والمدرس الشغوف بصناعة الأفلام عرابي، وخلال آخر سنة لهم في المدرسة الثانوية، يقرر الفريق إنتاج فيلم رعب بدون ميزانية.

## طاقم التمثيل
- براء عالم
- صهيب قدس
- إسماعيل الحسن
- أحمد صدام
- إياد أيمن كيفي
- نواف الشبيلي

## الإنتاج
- صهيب قدس

## على نيتفليكس
عرض فيلم «شمس المعارف» على منصة «نيتفليكس» في مطلع أكتوبر من عام 2020، بعد أن لفت أنظار النقاد في مهرجان مالمو السينمائي في مايو (أيار) من العام ذاته، وأعطى مؤشراً مغايراً للتوقعات عند دخوله للسينما التجارية في السعودية، وفي الخليج أيضاً. ونجح في الفيلم في حضوره على المنصة العالمية (نيتفليكس)، فخلال أيامه الأولى نجح في أن يكون الفيلم «الأعلى مشاهدة» في السعودية.

## أراء نقدية
تنوعت الأراء النقدية حول الفيلم الذي يعد من طلائع الأعمال السينمائية بعد الانفتاح السعودي على «الفن السابع» التي جاء ضمن موجة اصلاحات ثقافية ضخمة جرت في البلاد، منذ إطلاقها رؤيتها المستقبلية «رؤية السعودية 2030»، حيث ذهب نقاد في اعتبار الفيلم «مرحلة جديدة من مراحل الفيلم السعودي»، فيما اعتبر آخرون أنه محاولة جادة لتكريس صناعة السينما في السعودية، وفي المقابل، رأى نقاد أن الفيلم «أضاع فرصة ذهبية في أن يكون واحدًا من تلك الأفلام التي تخدم شريحة محددة من الجمهور تفتقر إلى الأفلام التي تناسبها».

## وصلات خارجية
- شمس المعارف على موقع IMDb (الإنجليزية)
- شمس المعارف على موقع روتن توميتوز (الإنجليزية)
- شمس المعارف على موقع قاعدة بيانات الأفلام العربية
- شمس المعارف على موقع أول موفي (الإنجليزية)
- شمس المعارف على موقع فيلمافينيتي (الإسبانية)
- شمس المعارف على موقع قاعدة بيانات الفيلم (الإنجليزية)
- شمس المعارف على موقع ليتربوكسد (الإنجليزية)
- شمس المعارف على موقع كينوبويسك (الروسية)
- صفحة الفيلم على موقع مهرجان البحر الأحمر السينمائي الدولي